# Farerska Partia Centralna

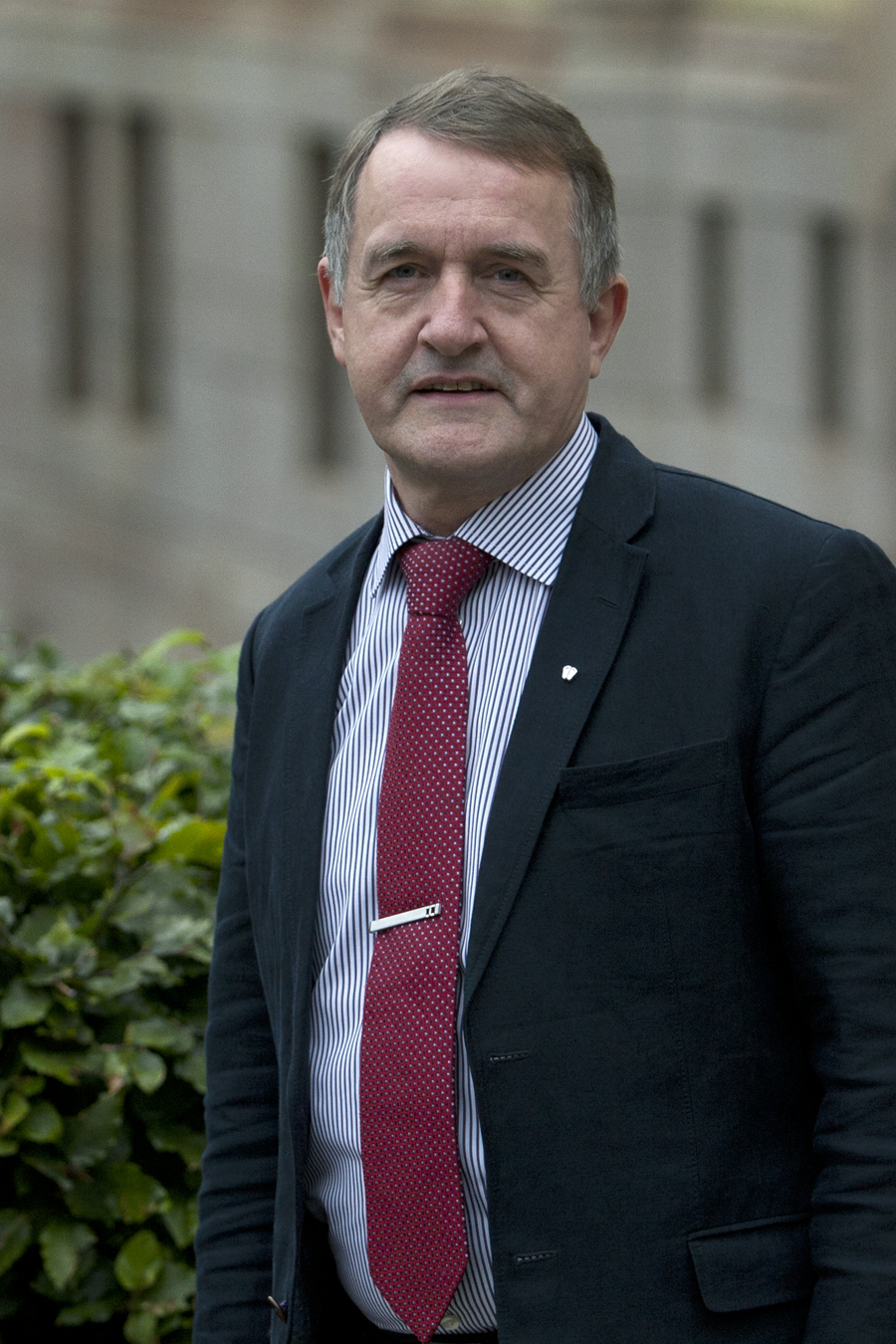
Przewodniczący i jeden z założycieli partii Jenis av Rana.

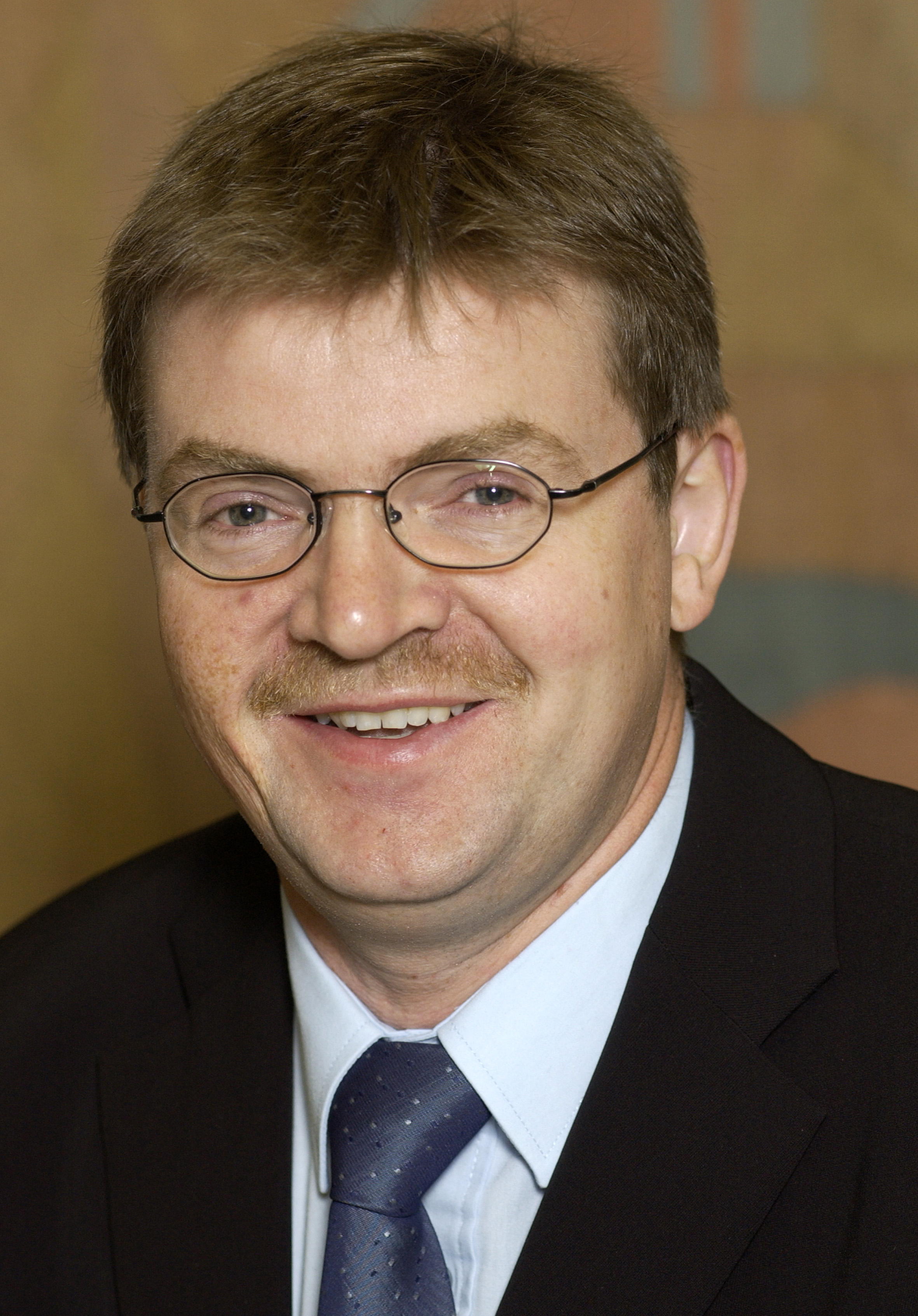
Bill Justinusen, przewodniczący partii w latach 1997 - 1999.

Farerska Partia Centralna (far. Miðflokkurin) – partia polityczna działająca na Wyspach Owczych. Reprezentują poglądy chrześcijańsko demokratyczne, socjalno konserwatywne i regionalistyczne. Partia posługuje się logiem przypominającym granatową muszkę, będącą jednocześnie literą M i posługuje się barwą ciemnoniebieską.

## Historia
Decyzję o zawiązaniu partii przedstawiono już 30 listopada 1991 roku w Hotelu Hafnia (Tórshavn), jednak oficjalnie założono ją 30 maja 1992 roku. Powstała w wyniku wyjścia części polityków z Kristiliga Fólkaflokkin, Føroya Framburðs- og Fiskivinnuflokk. Pierwszym przewodniczącym partii był Álvur Kirke, a jego zastępcą Jenis av Rana. W tym samym roku wzięła udział w wyborach samorządowych w Tórshavn.
Pierwsze wybory parlamentarne, w których wzięła udział partia odbyły się 7 lipca 1994. W sondażach przed wyborczych, przeprowadzonych dwa dni wcześniej dostała 7,5% głosów i 3 miejsca w parlamencie, jednak ostatecznie uzyskała 1 485 głosów (5,8%) i dwóch parlamentarzystów: Tordura Niclasena oraz Jenisa av Ranę. Po wyborach partia została członkiem koalicji wraz z: Sambandsflokkurin, Fólkaflokkurin, Kristiliga Fólkaflokkurin. W kolejnych wyborach partia uzyskała 1 123 głosy (4,1%) i jednego posła. Jenis av Rana został wówczas przewodniczącym partii do 1997 roku, kiedy zastąpił go Bill Justinussen (do 1999), a następnie ponownie Álvur Kirke. Jenis av Rana powrócił na stanowisko w 2001 roku.
Partia wzięła udział w wyborach do Folketingu w 2001 roku, gdzie zdobyła 569 głosów (2,2%) i żadnego mandatu. Podobnym rezultatem do poprzednich zakończyły się wybory w roku 2002, kiedy partia dostała 1 292 głosy (4,2%) i jeden mandat poselski. Dwa lata później otrzymała 1 661 głosów (5,2%) i dwa mandaty. W wyborach samorządowych w roku 2004 nie zyskała ani jednego radnego we wszystkich gminach.
Kolejne wybory do parlamentu duńskiego: 2005 i 2007 partia przegrała i nie dostała mandatu. Rok później w wyborach partia uzyskała 2 610 głosów (8,4%) i trzy miejsca w parlamencie. Na krótko zawiązano wówczas koalicję, która trwała od 4 lutego do 26 września 2008 i na czas jej trwania Ministrem Finansów Wysp Owczych był Karsten Hansen. Partia nie odniosła żadnego sukcesu w wyborach samorządowych w 2008 roku.
Wybory w roku 2011 skończyły się dla partii wynikiem 1 883 zdobytych głosów (6,2%) oraz dwoma zdobytymi mandatami. Ugrupowanie weszło w skład rządzącej koalicji, a Karsten Hansen został Ministrem Zdrowia. W tym samym roku odbyły się wybory do Folketingu, w których partia zdobyła 872 głosy (4,2%) i nie dostała żadnego miejsca w duńskim parlamencie. Rok później w wyborach samorządowych partia również nie uzyskała żadnego radnego.
Po wyborach w roku 2015 Miðflokkurin ma dwóch posłów po uzyskaniu 1 779 głosów (5,5%). Partia opuściła koalicję rządzącą, a jej przedstawicielami w parlamencie są: Jenis av Rana i Bill Justinussen. W tym samym roku odbyły się też wybory parlamentarne w Danii, w których Partia Centralna dostała 605 głosów (2,6%).

## Program
Program Partii Centralnej zawiera się w szesnastu punktach:
1. Społeczeństwa powinny być kształtowane przez chrześcijańską koncepcję życia.
2. Życie człowieka powinno być chronione od momentu poczęcia do naturalnej śmierci.
3. Małżeństwo i rodzina powinny być chronione.
4. Należy zapewnić osobom starszym, niepełnosprawnym i chorym bezpieczne i godne życie.
5. Należy ograniczyć dostęp do alkoholu i narkotyków.
6. Młode pokolenie powinno mieć możliwe szerokie możliwości rozwoju i pracy.
7. Polityka powinna opierać się na obywatelach.
8. Należy sensownie wykorzystywać pieniądze pozyskane z podatków.
9. Praca dla wszystkich.
10. Praca musi być dobrze płatna.
11. Należy swobodnie korzystać z danego przez Boga bogactwa ryb w okolicach Wysp Owczych, jako majątku narodowego archipelagu.
12. Należy zapewnić lepsze warunki pracy dla wszystkich pracowników.
13. Partia walczy o wzmocnienie farerskiego rolnictwa.
14. Należy uniezależnić edukację.
15. Partia kładzie mocny nacisk na ochronę środowiska oraz działania prewencyjne.
16. Należy nie przyjmować możliwości wejścia do Unii Europejskiej i wzmocnić współpracę z krajami spoza niej (Norwegia, Grenlandia i Islandia).

Partia opowiada się między innymi przeciwko nadawaniu dodatkowych praw homoseksualistom i w 2005 roku zwróciła się o wykluczeniu ich w ustawie antydyskryminacyjnej, którą ostatnie zatwierdzono w 2006 roku w niezmienionej formie. Podczas krótkotrwałej koalicji w 2008 roku partia wezwała swoich koalicjantów do niepopierania legalizacji związków jednopłciowych oraz adopcji przez nich dzieci. Szerokim echem odbiła się na Wyspach Owczych sytuacja z roku 2010. Premier Islandii Jóhanna Sigurdardóttir przybyła na polityczną kolację z przedstawicielami władz archipelagu wraz ze swoją żoną. Przewodniczący Partii Centralnej Jenis Av Rana odmówił udziału w tym spotkaniu tłumacząc, że nie ma nic przeciwko osobom homoseksualnym, jednak jego partia opowiada się przeciwko legalizacji ich związków i gdyby pojawił się na kolacji zostałoby to uznane za zmianę politycznego kierunku ugrupowania. Dodatkowo uznał, że "takie formy aktywności homoseksualnej" są sprzeczne z Biblią i niedopuszczalne.

## Organizacja Miðflokkurin
Przewodniczący:
- Jenis av Rana

Wiceprzewodniczący:
- Mia av Kák Joensen

### Przewodniczący Miðflokkurin
Następujące osoby sprawowały funkcję przewodniczącego Partii Centralnej:
- Álvur Kirke (1992–1994)
- Jenis av Rana (1994–1997)
- Bill Justinussen (1997–1999)
- Álvur Kirke (1999–2001)
- Jenis av Rana (od 2001)

### Obecni parlamentarzyści Miðflokkurin
Ostatnie wybory odbyły się na Wyspach Owczych 1 września 2015 roku. Partia Centralna uzyskała w nich 5,5% głosów, co dało jej dwa mandaty w Løgtingu, czyli o dwa więcej względem poprzednich wyborów. Lista posłów obecnie sprawujących urząd z ramienia Miðflokkurin przedstawia się następująco:
- Bill Justinussen
- Jenis av Rana

## Poparcie w wyborach

### Wybory parlamentarne
Wyniki Partii Centralnej w wyborach parlamentarnych przedstawiały się następująco:
| Wybory   | Løgting | Løgting  | Løgting | Løgting | Løgting | Folketing | Folketing | Folketing | Folketing | Folketing |
| Wybory   | Głosy   | Głosy    | Głosy   | Mandaty | Mandaty | Głosy     | Głosy     | Głosy     | Mandaty   | Mandaty   |
| Wybory   | Liczba  | %        | +/–     | Liczba  | +/–     | Liczba    | %         | +/–       | Liczba    | +/–       |
| -------- | ------- | -------- | ------- | ------- | ------- | --------- | --------- | --------- | --------- | --------- |
| 1994     | 1 491   | 5,2 (7.) | —       | 2/32    | —       | —         | —         | —         | —         | —         |
| 1998     | 1 125   | 4,1 (6.) | 1,1     | 1/32    | 1       | —         | —         | —         | —         | —         |
| 2001     | —       | —        | —       | —       | —       | 569       | 2,2 (5.)  | —         | 0/2       | —         |
| 2002     | 1 292   | 4,2 (6.) | 0,1     | 1/32    |         | —         | —         | —         | —         | —         |
| 2004     | 1 661   | 5,2 (5.) | 1,0     | 2/32    | 1       | —         | —         | —         | —         | —         |
| 2005     | —       | —        | —       | —       | —       | 829       | 3,3 (5.)  | 1,1       | 0/2       |           |
| 2007     | —       | —        | —       | —       | —       | 1 573     | 6,8 (5.)  | 3,5       | 0/2       |           |
| 2008     | 2 610   | 8,4 (5.) | 3,2     | 3/33    | 1       | —         | —         | —         | —         | —         |
| 2011 (F) | 1 883   | 6,2 (6.) | 2,2     | 2/33    | 1       | 872       | 4,2 (5.)  | 2,6       | 0/2       |           |
| 2015 (F) | 1 779   | 5,5 (6.) | 0,7     | 2/33    |         | 605       | 2,6 (6.)  | 1,6       | 0/2       |           |

### Wybory samorządowe
Wyniki Partii Centralnej w wyborach samorządowych przedstawiały się następująco:
| Wybory | Rady gmin | Rady gmin | Rady gmin | Rady gmin |
| Wybory | Głosy     | Głosy     | Mandaty   | Mandaty   |
| Wybory | %         | +/–       | Liczba    | +/–       |
| ------ | --------- | --------- | --------- | --------- |
| 1996   | —         | —         | 0/277     | —         |
| 2000   | 1,8       | —         | 0/272     |           |
| 2004   | 1,8       |           | 0/220     |           |
| 2008   | 0,8       | 1,0       | 0/210     |           |
| 2012   | 1,0       | 0,2       | 0/203     |           |